# أقف بجانبك
أقف بجانبك  (بالإنجليزية: Stand by You)‏ هي أغنية تم تسجيلها بواسطة المغنية الأمريكية ومؤلفة الأغاني ريتشل بلاتن، والتي تم إصدارها من قبل كولومبيا للتسجيلات في 11 سبتمبر 2015.